# Dolon Nor
Dolon Nor (în chineză simplificată: 多伦淖尔; chineză tradițională: 多倫淖爾; pinyin: Duō lún Nào'ĕr; în mongolă Долоон нуур, Doloon nuur, șapte lacuri; transliterat, de asemenea, To-lun și Dolonnur) este un oraș și reședința districtului Duolun al prefecturii Xilin Gol din regiunea autonomă Mongolia Interioară a Chinei. El are o importanță istorică, deoarece ruinele orașului medieval Shangdu, capitala de vară a hanului mongol Kublai Khan și a următorilor împărați mongoli din dinastia Yuan (secolele al XIII-lea și al XIV-lea), sunt situate la aproximativ 28 de kilometri nord-vest de orașul modern. Începând din secolul al XVII-lea împărații manciurieni din dinastia Qing au dezvoltat orașul ca un centru religios.
În Enciclopædia Britannica ediția a XI-a (1911), orașul este descris astfel:
„Orașul ocupat aproape exclusiv de chinezi, cu o lungime de aproximativ o milă și o lățime de jumătate de milă, are străzi înguste și murdare și o populație de aproximativ 26.000 de locuitori. Spre deosebire de orașul chinezesc tipic de același rang, el nu este înconjurat de ziduri. Un comerț intens se desfășoară între chinezi și mongoli, care aduc aici bovine, oi, cămile, piei și lână pe care le schimbă cu ceai, tutun, bumbac și mătase. La o oarecare distanță de cartierul chinezesc se află cartierul mongol, cu două grupuri de case și de temple lama ocupate de aproximativ 2.300 de preoți. Dr. Williamson (Journeys in North China, 1870) a descris templul principal drept o uriașă clădire alungită, cu un interior nediferit de cel al unei biserici gotice. Lamamiao este locul unor manufacturi de idoli de bronz și de alte obiecte cu caracter ritual, care sunt transportate de aici către toate părțile Mongoliei și Tibetului. Meșterii artizani lucrează în propriile lor case.”
O altă descriere mai lungă a orașului se află în memoriile de călătorie ale lui Évariste Huc (1813-1860), un preot misionar francez care s-a aflat acolo în 1844 pe drumul spre Lhasa (unde a ajuns după 18 luni de călătorie).
În 1933 au avut loc în acest oraș o serie de lupte între invadatorii japonezi, susținuți de și aliații lor din statul marionetă Manciukuo, și armata populară antijaponeză din provincia Chahar.